# Antonia Alarcón
Antonia Alarcón (s. XVIII - Ferrol, c. 1811) fue una líder obrera española que vivió en Ferrol a finales del siglo XVIII y principios del XIX.

## Trayectoria
En 1810, mujeres obreras de Ferrol encabezaron el movimiento contra el desmantelamiento de los astilleros ferrolanos, a consecuencia de la centralización naval en Cádiz durante la Guerra de la independencia española. Antonia Alarcón fue una de las personas que encabezaron el motín, que tuvo una fundamental presencia femenina según recoge la prensa de la época.
Alarcón lideró la revuelta que asesinó al gobernador José de Vargas, al que las trabajadoras acusaban de haberse quedado con el dinero de las pagas de los trabajadores de la armada y el naval.
Un año después del motín, en un juicio celebrado en la Audiencia de La Coruña, Antonia Alarcón y otras dos personas, un hombre y una mujer, fueron condenados a morir en la horca como instigadores de la revuelta. Alarcón fue acusada de ser la principal dirigente de la misma. Fue decapitada y su cabeza fue expuesta en una pica frente al Arsenal de Ferrol.